# Жупа
Жу́па (župa) — старинное название селения, деревни, куреня, дыма, и административная единица у западных и южных славян.
В зависимости от местности (страны, края) и исторической эпохи, в тех или иных государствах, может представлять собой область, округ, селение, деревню, курень, рудник, копь, рудокопный завод. На Балканах название единицы в некоторых случаях перешло в топонимы.
В средневековье слово обозначало объединение родовых общин на замкнутой территории, часто в пределах речной долины (отсюда термины «верхняя жупа» и «нижняя жупа»). Во главе объединения стоял старейшина — жупан. Родоплеменные объединения-жупы превратились в административно-территориальные единицы в Великоморавской державе, Венгерском королевстве, Первом Болгарском царстве, Валахии, жупаны при этом стали феодалами.
При Габсбургах на основе жуп возникли жупании, эти единицы использовались в Венгрии (1849—1918 годах), Чехословакии (1920—1927 годах), Словакии (1939—1945 годах), и сохраняются в Хорватии с 1993 года.